# Port lotniczy Taplejung
Port lotniczy Taplejung – port lotniczy położony w Taplejungu w Nepalu.